# (3524) Schulz
(3524) Schulz es un asteroide perteneciente al cinturón de asteroides, descubierto el 2 de marzo de 1981 por Schelte John Bus desde el Observatorio de Siding Spring, Nueva Gales del Sur, Australia.

## Designación y nombre
Designado provisionalmente como 1981 EE27. Fue nombrado Schulz en honor al historietista estadounidense Charles M. Schulz.